# Quince de Febrero
Quince de Febrero är en ort i Mexiko.   Den ligger i kommunen Tapachula och delstaten Chiapas, i den sydöstra delen av landet, 900 km sydost om huvudstaden Mexico City. Quince de Febrero ligger 546 meter över havet och antalet invånare är 144.
Terrängen runt Quince de Febrero är huvudsakligen kuperad, men den allra närmaste omgivningen är platt. Runt Quince de Febrero är det tätbefolkat, med 286 invånare per kvadratkilometer. Närmaste större samhälle är Tapachula, 15,4 km söder om Quince de Febrero. I omgivningarna runt Quince de Febrero växer huvudsakligen savannskog.